# Валь-д'Іссуар
Валь-д'Іссуар (фр. Val d'Issoire) — муніципалітет у Франції, у регіоні Нова Аквітанія, департамент Верхня В'єнна. Валь-д'Іссуар утворено 1 січня 2016 року шляхом злиття муніципалітетів Бюсьєр-Боффі i Мезьєр-сюр-Іссуар. Адміністративним центром муніципалітету є Мезьєр-сюр-Іссуар. Населення — 1000 осіб (01.01.2021).